# Puerto Príncipe (Vichada)
Puerto Príncipe es un centro poblado, perteneciente al municipio Cumaribo situado en el departamento de Vichada, Colombia, situado en el este del país. Se encuentra localizada en la parte sur occidental del municipio, sobre la margen izquierda del caño Segua, rodeado de los resguardos Unuma y Saracure Cada.
En la localidad funciona la Institución Educativa Puerto Príncipe y un puesto de salud inactivo. La comunidad cuenta con una perforación para el sistema de acueducto, aunque la obra aún no ha culminado. 